# Caves médiévales de la galerie Saint-Germain
Les caves médiévales sont des constructions de Châlons-en-Champagne, du département de la Marne.

## Situation
L'adresse est au 4 Rue de la Marne mais l'entrée se fait par la place Foch.

## Histoire
Les caves montrent trois phases de construction, aux XIIIe, XVIe et XVIIIe siècles mais pour un but de conservation des denrées pour les foires se passant sur l'actuelle place Foch.
Le bâtiment est classé au titre des monuments historiques en 1995 pour sa façade, ses toitures.

## Notes et références

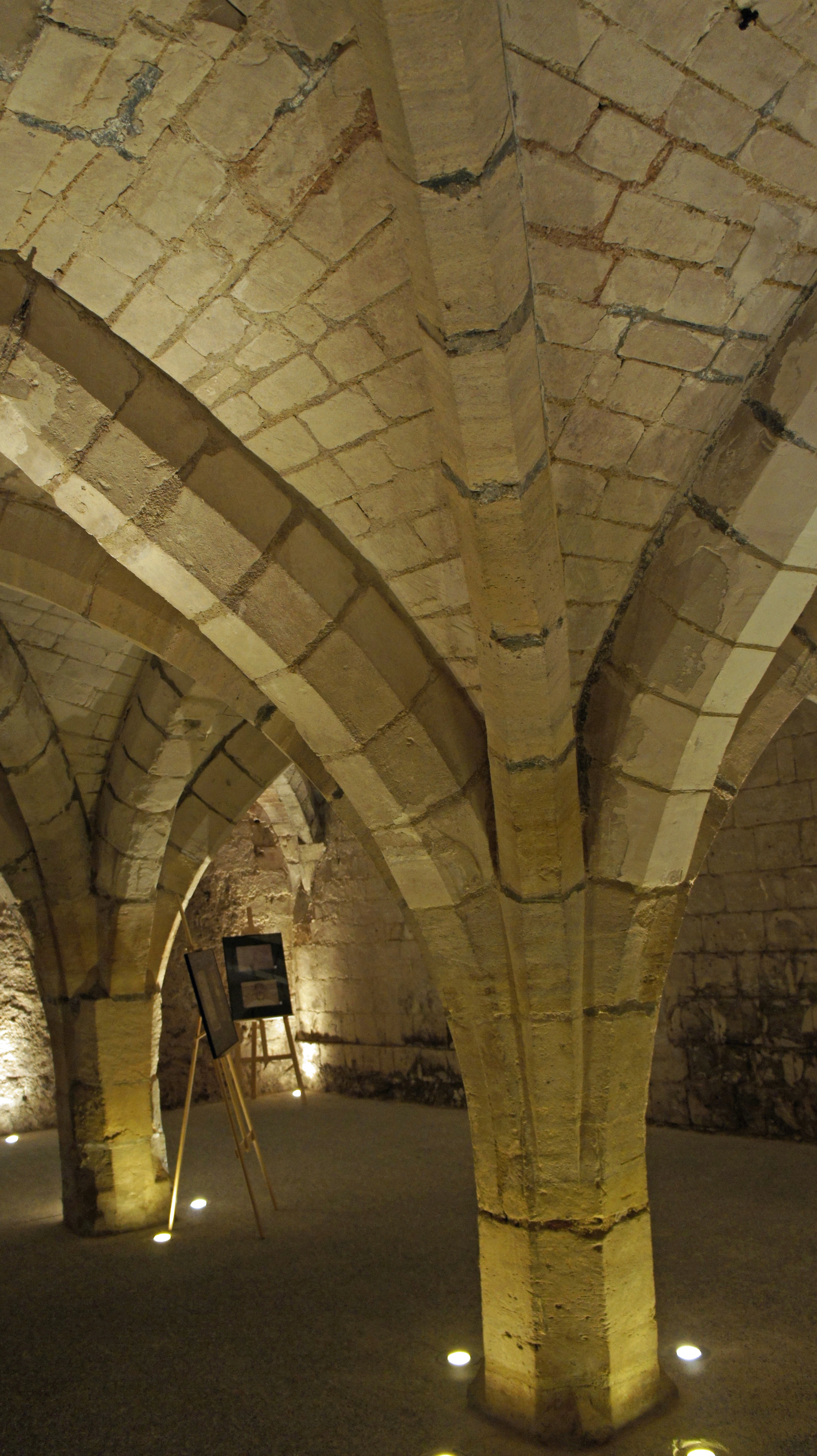
Une des salles.